# Polyomino

De 35 mogelijke hexomino's.

Een polyomino is een polyvorm met het vierkant als basisvorm. De polyomino wordt gevormd door een aantal vierkanten in een vlak te plaatsen zodanig dat ze één geheel vormen, en zodanig dat ze elkaar met minstens één zijde raken. Polyomino's met 1 tot 6 vierkanten worden respectievelijk monomino's, domino's, tromino's (of triomino's), tetromino's, pentomino's en hexomino's genoemd. Verwant aan de polyomino's zijn polyiamonds (gevormd uit gelijkzijdige driehoeken) en polyhexen (gevormd uit regelmatige zeshoeken).
In sommige gevallen wordt de definitie aangepast. Soms zijn gaten in de vorm toegelaten, soms niet. Soms wordt ook in drie of meer dimensies gewerkt.
Polyomino's komen voor in populaire puzzels sinds het eind van de 19e eeuw, maar werden voor het eerst grondig bestudeerd door Solomon W. Golomb en bij het brede publiek bekendgemaakt door Martin Gardner. Het spel Tetris is gebaseerd op tetromino's, het spel Blokus op een set verschillende polyomino's.

## Aantal polyomino's
We noemen n het aantal vierkanten, en {\displaystyle A_{n}} het aantal vaste polyomino's met n vierkanten (mogelijk met gaten).
| n  | naam                | aantal vrije polyomino's | aantal vrije polyomino's met gaten | aantal polyomino's met één zijde | {\displaystyle A_{n}} = aantal vaste polyomino's |
| -- | ------------------- | ------------------------ | ---------------------------------- | -------------------------------- | ------------------------------------------------ |
| 1  | monomino            | 1                        | 0                                  | 1                                | 1                                                |
| 2  | domino              | 1                        | 0                                  | 1                                | 2                                                |
| 3  | tromino of triomino | 2                        | 0                                  | 2                                | 6                                                |
| 4  | tetromino           | 5                        | 0                                  | 7                                | 19                                               |
| 5  | pentomino           | 12                       | 0                                  | 18                               | 63                                               |
| 6  | hexomino            | 35                       | 0                                  | 60                               | 216                                              |
| 7  | heptomino           | 108                      | 1                                  | 196                              | 760                                              |
| 8  | octomino            | 369                      | 6                                  | 704                              | 2725                                             |
| 9  | nonomino            | 1285                     | 37                                 | 2500                             | 9910                                             |
| 10 | decomino            | 4655                     | 195                                | 9189                             | 36446                                            |
| 11 | undecomino          | 17073                    | 979                                | 33896                            | 135268                                           |
| 12 | dodecomino          | 63600                    | 4663                               | 126759                           | 505861                                           |